# 枡野俊明
枡野 俊明（ますの しゅんみょう、1953年2月28日 - ）は、日本の僧侶、庭園デザイナー（作庭家）。曹洞宗徳雄山建功寺住職、曹洞宗参禅道場主管。日本造園設計代表、多摩美術大学名誉教授、Beijing DeTao Masters Academy（北京徳稲教育機構）大師。神奈川県横浜市生まれ。

## 略歴
- 昭和28年（1953年）2月28日、神奈川県横浜市生まれ。
- 昭和41年（1966年）3月、曹洞宗徳雄山建功寺第17世住職・枡野信歩の弟子として得度。
- 昭和50年（1975年）3月、玉川大学農学部農学科卒業。在学中より斉藤勝雄に師事。
- 昭和54年（1979年）3月、大本山總持寺に安居。
- 昭和57年（1982年）、日本造園設計株式会社設立。
- 昭和61年（1986年）6月、曹洞宗徳雄山建功寺副住職に就任。
- 平成6年（1994年）、ブリティッシュコロンビア大学特別教授に就任。（1997年7月1日～2000年6月30日）
- 平成10年（1998年）、多摩美術大学美術学部環境デザイン学科（現　建築・環境デザイン学科）教授に就任。
- 平成12年（2000年）12月、建功寺第18世住職に就任。
- 平成24年（2012年）5月、Beijing DeTao Masters Academy（北京徳稲教育機構）大師に就任。
- 令和4年（2022年）7月、大教師補任、同年10月赤紫恩衣許可（曹洞宗）。
- 令和5年（2023年）4月、多摩美術大学名誉教授に就任。en:Meritorious_Service_Medal_(Canada)

## 受賞・栄典等
- 平成6年（1994年）、ブリティッシュ・コロンビア大学より特別功労賞（AWARD OF MERIT）受賞。
- 平成7年（1995年）、新渡戸記念庭園改修においてCSLA（Canadian Society of Landscape Architects）より『NATIONAL MERIT AWARD』受賞。
- 平成9年（1997年）、日本造園学会賞（設計作品部門）、横浜文化賞文化・芸術奨励賞受賞。
- 平成11年（1999年）、芸術選奨新人賞（美術部門）。
- 平成15年（2003年）、外務大臣表彰。
- 平成15年（2003年）、都市緑化功労者国土交通大臣表彰。
- 平成15年（2003年）、秋の園遊会へ招待。
- 平成17年（2005年）、ブリティッシュ・コロンビア大学より名誉博士号(Honorary Degree / Doctor of Law)授与。
- 平成17年（2005年）、Gala Spa Award 2005 (Special Prize) 受賞（ドイツBaden-Badenにおいて）。
- 平成17年（2005年）、カナダ政府よりMeritorious Service Medal（カナダ総督褒章）受章。
- 平成17年（2005年）、土木学会デザイン賞･優秀賞受賞。
- 平成18年（2006年）、ドイツ連邦共和国功労勲章功労十字小綬章受賞。
- 平成18年（2006年）、ニューズウィーク日本版10月18日号『世界が尊敬する日本人 100人』に選出。
- 平成19年（2007年）、日本建築美術工芸協会賞「奨励賞」を受賞。
- 平成22年（2010年）、第55回神奈川建築コンクール･優秀賞。
- 平成29年（2017年）、『防府市斎場』並びに『Pavilia Hill』2作品がイタリアA’Design AwardのPlatinum（最高賞）に選出。
- 令和4年 （2022年）、東久邇宮文化褒賞受章。

## 主な総合監修作品（建築設計等）
- 建功寺檀信徒会館、山門、中門、鐘楼 :       平成6年（1994年）横浜市
- 曹洞宗祇園寺山門 :   平成11年（1999年）茨城県
- 翠風荘（迎賓施設）: 平成13年（2001年）茨城県
- 曹洞宗高円寺山門： 平成13年（2001年）東京都
- 建功寺菊名墓地、お堂洗心庵：平成14年（2002年）横浜市
- Berlin マルツァーン(Marzahn)日本庭園内建物： 平成14年（2002年）ドイツ・ベルリン市
- 曹洞宗祇園寺客殿庭園：平成16年（2004年）水戸市
- 曹洞宗長泉寺開山堂：平成19年（2007年）角田市
- 建功寺本堂・大玄関：令和3年（2021年）横浜市
- 建功寺納骨堂及び改装工事：令和6年（2024年）横浜市

## 主な造園作品
迎賓館等
- 木村グループゲストハウス日本庭園：昭和61年（1986年）神奈川県・箱根
- 京都府公館（京都府迎賓館）日本庭園：昭和63年（1988年）京都府
- 翠風荘：平成13年（2001年）茨城県
- 横浜三溪園鶴翔閣庭園：平成14年（2002年）横浜市

結婚式場等
- 三越駒沢シルバーハウス日本庭園：昭和58年（1983年）世田谷区

保養所、研修所等
- 東京機器厚生年金基金保養所：昭和59年（1984年）神奈川県・箱根
- 安田火災海上保険湯布高原山荘保養所：昭和62年（1987年）大分県・湯布院

大使館、美術館、特殊施設等
- カナダ大使館：平成3年（1991年）港区・赤坂
- 高松市斎場公園日本庭園：平成4年（1992年）高松市
- 新潟県立近代美術館：平成5年（1993年）長岡市
- 香川県立図書館・文書館：平成6年（1994年）高松市
- 厚生省厚生年金介護付老人ホーム：平成6年（1994年）千葉県
- 羽ノ浦町情報文化センター日本庭園：平成7年（1995年）徳島県・羽ノ浦
- 防府市火葬場：平成15年（2003年）防府市
- 外務本省中庭：平成17年（2005年）千代田区

キャンパス計画等
- 東京都立大学新キャンパス：平成3年（1991年）東京都・多摩地区
- 多摩美術大学デザイン棟中庭：平成10年（1998年）八王子市

ホテル、リゾート関連
- アートレイクゴルフ倶楽部庭園：平成3年（1991年）大阪府・能勢
- ホテルパッサージュ琴海：平成4年（1992年）長崎県・琴海
- 今治国際ホテル庭園：平成6年（1994年）愛媛県今治市
- 麹町会館：平成10年（1998年）千代田区・麹町
- セルリアンタワー東急ホテル庭園：平成13年（2001年）渋谷区

研究所等
- 日本合成ゴム筑波研究所庭園：平成元年（1989年）茨城県・筑波
- 科学技術庁金属材料技術研究所プラザ：平成6年（1994年）茨城県・筑波

再開発事業等
- 中野４丁目東地区再開発（丸井本社）：平成6年（1994年）中野区
- 鶴見駅ビル屋上庭園他：平成24年（2012年）横浜市

料亭、レストラン等
- 小樽銀鱗荘（にしん御殿）庭園：昭和61年（1986年）小樽市
- 小樽銀鱗荘坪庭：平成19年（2007年）小樽市

寺院、神社等
- 曹洞宗貴雲寺庭園：昭和58年（1983年）横浜市
- 曹洞宗祇園寺紫雲台前庭：平成11年（1999年）水戸市
- 浄土宗蓮勝寺客殿裏庭：平成11年（1999年）横浜市
- 曹洞宗高円寺参道整備第1期：平成12年（2000年）杉並区
- 曹洞宗高円寺参道整備第2期：平成13年（2001年）杉並区
- 道元禅師行化記念碑：平成14年（2002年）鎌倉市
- 曹洞宗祇園寺客殿庭園：平成16年（2004年）水戸市
- 曹洞宗西見寺参道整備：平成17年（2005年）浜松市
- 寒川神社神嶽山整備第一期：平成19年（2007年）寒川町
- 寒川神社整備第二期：平成21年（2009年）寒川町
- 御誕生寺本堂前庭：平成21年（2009年）福井県・武生
- 曹洞宗建功寺本堂、山内整備：令和3年（2021年）横浜市

指名コンペティション（コンペ）等
- Norway / Bergen大学庭園国際指名コンペ1等：平成13年（2001年）ノルウェー
- Latvia/ Koknese Foundation主催国際コンぺ1等：平成18年(2006年)ラトビア

その他
- ASEAN諸国教育刷新センター中庭：    昭和57年（1982年）フィリッピン
- パプアニューギニアピ－スパーク：昭和57年（1982年）　  パプアニューギニア
- ブリティッシュ・コロンビア大学新渡戸庭園改修：平成5年（1993年）カナダ
- LETHAM GRANGE HOTEL & GOLF COURSE修景プロジェクト：平成6年（1994年）スコットランド
- カナダ国立文明博物館日本庭園（１期）：平成7年（1995年）カナダ
- 新宿三井ビル三井不動産ショールーム：平成8年（1996年）東京都新宿区
- フランクフルトジャパンセンター日本庭園：平成8年（1996年）ドイツ
- 田園調布パークマンション：平成10年（1998年）東京都大田区
- Berlin Marzahn Erholungspark日本庭園：平成15年（2003年）ドイツ
- University of Bergen庭園：平成15年（2003年）ノルウェー
- Opus有栖川Terrace（1階インテリア含む）：平成16年（2004年）港区
- One Kowloonビルエントランス・ロビー：平成19年（2007年）香港
- 聘珍楼香港Kwan Tong店中庭：平成20年（2008年）香港
- Singapore Showflat庭園：平成20年（2008年）シンガポール
- Singapore Nassim Park Residence：平成23年（2011年）シンガポール
- Singapore Green Collection Residence：平成24年（2012年）シンガポール
- 香港Sea Group創業者墓地：平成26年（2014年）中国・深圳
- Hisense Tianxi 集合住宅：平成26年（2014年）中国・青島
- New Eastern Terrace集合住宅：平成28年（2016年）香港
- Tencent役員室インテリア：平成30年（2018年）中国・深圳
- 赤坂ZEＮビル庭園およびインテリア：令和元年（2019年）東京都港区
- KWG広州コンドミニアム庭園：令和2年（2020年）中国・広州
- JNBY本社Sunken Gardens：令和3年（2021年）中国・杭州
- 香港アプレイチャル集合住宅：令和4年（2022年）香港
- 中国岭上院庭園（金山）：令和4年（2022年）中国河北省
- 台湾高雄「定潮」庭園：令和5年（2023年）台湾・高雄
- Bungalow 「青繞庭」：令和6年（2024年）シンガポール
- イギリス・マン島日本庭園：（工事中）マン島

## 主な海外での学術活動（講演等）
- 昭和62年（1987年）3月、ブリティッシュ・コロンビア大学にて、特別教授として集中講義（中曽根基金の特別教授）。
- 平成元年（1989年）10月、コーネル大学、トロント大学等において講演。
- 平成2年（1990年）10月、ハーバード大学GSDにて講演。
- 平成15年（2003年）11月、外務省依頼による日加修好75周年記念事業におけるカナダ大陸横断講演。
- 平成16年（2004年）9月、第41回IFLA World Congress（世界大会：台湾）において基調講演。
- 平成17年（2005年）4月、中国における国際シンポジウムにて基調講演（北京）。
- 平成17年（2005年）4月、第8回WAFA(World Association of Flower Arrangers)世界大会において基調講演。
- 平成19年（2007年）11月、シンガポール政府主催シンガポールデザインフェティバルにて講演。
- 平成20年（2008年）10月、フランス国際庭園会議にて基調講演。
- 平成24年（2012年）5月、Beijing DeTao Masters Academy（北京徳稲教育機構）大師に就任
- 平成29年（2017年）3月、BOAO FORUM FOR ASIA 2017の”Bring Craftsmanship back to Manufacturing”のセッションパネリストを務める。
- 平成30年（2018年）６月、アメリカ・ブラウン大学にて「禅と日本庭園」について講演。
- 令和元年（2019年）12月、世界宗教連盟総会にて講演。

## 主な社会活動
- 平成10年（1998年）4月～平成12年（2000年）3月　横浜市長懇談委員。
- 平成14年（2002年）4月より、横浜市仏教会時局対策委員会委員。
- 平成19年（2007年）5月～平成21年（2009年）4月　鶴見区仏教会理事。
- 平成23年（2011年）5月～平成25年（2013年）4月　鶴見区仏教会会長、並びに横浜市仏教会理事、神奈川県仏教会理事。
- 平成24年（2012年）8月、「シァル鶴見禅文化協議会」設立。翌年より禅文化活動を開始（大本山總持寺、大本山建長寺、大本山円覚寺、駒澤大学、鶴見大学、建功寺によるメンバー構成）。
- 平成25年（2013年）4月、神奈川県宗教連盟主催による県慰霊堂での慰霊法要の導師を勤める。
- 平成26年（2014年）10月～平成27年（2015年）5月、内閣府『暮らしの質向上検討会』委員。
- 平成28年（2016年）6月より、玉川学園学友会名誉役員。

## 主なメディアでの活動（出演等）
テレビ、ラジオ
- 昭和61年（1986年）　禅と日本庭園に関してアメリカABC放送に出演
- 平成7年（1995年）　 NHK総合　おはよう日本『輝ける人』
- 平成7年（1995年） 　NHK国際ラジオ放送　“文化情報‘95”『日本の心を庭園造りで伝えて』
- 平成7年（1995年） 　NHK衛星第一放送　“TODAY’S JAPAN”
- 平成7年（1995年） 　NHK-FM　『日曜喫茶室』
- 平成7年（1995年） 　NHK総合　『にんげんマップ』“庭園の美・枡野俊明”
- 平成8年（1996年） 　NHK国際ラジオ放送　『PROFILE : Zen Priest Shunmyo Masuno』
- 平成9年（1997年） 　イギリス・チャンネル４『DAN PEARSON ROUTES AROUND THE WORLD : Kyoto』
- 平成10年（1998年） TBS　『世界遺産：古都京都の文化財』 総合監修
- 平成11年（1999年）  NHK国際ラジオ放送　『クローズアップインタビュー』
- 平成11年（1999年）   テレビ神奈川　TVKニュース『庭園デザイナー枡野俊明』
- 平成11年（1999年）  NHKラジオ　『ちょっと一息ティータイム』
- 平成13年（2001年）  NHKラジオ　『地球ラジオ／にっぽんチャチャチャ』
- 平成15年（2003年）  Zweites DeutschesFernsehen / European Culture Channel 『ARTE』による特集番組『21st Century Garden Art : Shunmyo Masuno』
- 平成18年（2006年）　アメリカのTV放送番組『Ultra Eye：Tokyo』
- 平成19年（2007年）　NHKラジオ　『ときめきインタビュー』
- 平成19年（2007年）　BS朝日　『Be On Air : フロントランナー』
- 平成19年（2007年）　NHK国際放送　『Insight & Foresight』
- 平成20年（2008年）　BS朝日　『スタイルブック』
- 平成20年（2008年）　NHK総合　『課外授業　ようこそ先輩』
- 平成22年（2010年）　NHKラジオ　『ラジオ朝いちばん』
- 平成22年（2010年）　J-WAVE　『ANA WORLD AIR CURRENT』
- 平成22年（2010年）　テレビ東京　『この日本人がスゴイらしい』
- 平成24年（2012年）　テレビ朝日　『モーニングバード』
- 平成24年（2012年）　テレビ神奈川　『佐藤しのぶの出逢いのハーモニー』
- 平成24年（2012年）　NHKラジオ　『かれんスタイル』
- 平成24年（2012年）　NHKワールド　『The Spirit of Zen in a Japanese Garden』
- 平成24年（2012年）　bayfm78　『Morning Cruisin’』
- 平成25年（2013年）　NHK教育　『団塊スタイル』“今こそ実践！禅の生活”
- 平成25年（2013年）　NHKワールド（国際放送）　『DESIGN TALKS Mitate』
- 平成25年（2013年）　NHK教育　『団塊スタイル』
- 平成25年（2013年）　J-WAVE　『MIRAIZ』
- 平成25年（2013年）　NHKラジオ　『宗教の時間』
- 平成25年（2013年）　ニッポン放送　『垣花正あなたとハッピー』
- 平成25年（2013年）　東京FM　『東京グリーンアースレディオ』
- 平成25年（2013年）　NHKラジオ　公開収録講座『私の挑戦』
- 平成25年（2013年）　BS日本　『コージ魂』
- 平成25年（2013年）　全国FM40局　『PEOPLE～編集長！お時間です』
- 平成25年（2013年）　NHKラジオ　『ラジオ深夜便』
- 平成25年（2013年）　TBSラジオ　『土曜朝イチエンタ。堀尾正明+PLUS』
- 平成26年（2014年）　NHK-FM　『トーキングウィズ松尾堂』
- 平成26年（2014年）　NHKワールド（国際放送）　『DESIGN TALKS』
- 平成26年（2014年）　FMヨコハマ　『WEEKEND JOURNEY』
- 平成27年（2015年）　NHK教育　『こころの時代：枡野俊明』
- 平成27年（2015年）　BS日テレ　『久米書店：あなたのお墓は誰が守るのか』
- 平成27年（2015年）　bayfm78　『東京ガスCURIOUS HAMAJI』
- 平成27年（2015年）　BSフジ　『たけしの等々力ベース・日本庭園道』
- 平成28年（2016年）　ＮＨＫ教育　『団塊スタイル』
- 平成28年（2016年）　ＮＨＫ総合　『あさイチ』
- 平成28年（2016年）　ＮＨＫ教育　『趣味どきっ！』（4回連続）
- 平成28年（2016年）　ＮＨＫ教育　『SWITCHインタビュー達人達』
- 平成29年（2017年）　ＮＨＫワールド　『Direct Talk』
- 平成29年（2017年）　ＮＨＫワールド　『Design Talks Plus : Mitate』
- 平成29年（2017年）　ＮＨＫ教育　『まる得マガジン』（8回連続）
- 令和元年（2019年） 　ARTEテレビ（ドイツ･フランス共同）　『Japan, der Meister des Zen-Gartens』
- 令和3年（2021年） 　アメリカABC　「Good Morning America」（東京オリンピックに合わせての日本文化紹介～日本庭園について）
- 令和3年（2021年）　イギリスBBC『　Nature and Us: A History through Art』
- 令和3年（2021年）　テレビ東京　「新　美の巨人」
- 令和4年（2022年）　NHK BS　「美の壺」
- 令和4年（2022年）　NHKラジオ　ラジオ深夜便「明日のへ言葉」
- 令和4年（2022年）　日経CNBC　『銀座クロッシングトーク』
- 令和5年（2023年）　ＦＭヨコハマ　『深夜の音楽食堂』

新聞
- 平成6年（1994年）　神奈川新聞『この人』　6月8日
- 平成7年（1995年）　共同通信社インタビュー『この人‘95』
- 平成7年（1995年）　毎日新聞『ひと』　５月２日
- 平成7年（1995年）　日本経済新聞『あの人・消息・この人』　9月27日
- 平成7年（1995年）　共同通信社ネット『カナダで禅の庭園づくり』　10月
- 平成7年（1995年）　カナダTHE GLOBE AND MAIL紙　9月、10月
- 平成8年（1996年）　イギリスTHE SCOTSMAN紙  11月
- 平成8年（1996年）　オランダBRABANTS DAGBLAD紙  3月8日　『天は二物を与えた  石のささやきは音楽だ』
- 平成11年（1999年） 神奈川新聞『サンデーブランチ今週の人』 3月28日
- 平成11年（1999年） 英字新聞Asahi Evening News『Zen priest seeks sublime through gardens』 5月9日
- 平成13年（2001年） 毎日新聞　5月1日朝刊
- 平成13年（2001年） ドイツ『Berlin Brandenburg』新聞  6月
- 平成13年（2001年） ドイツ『Frankfurter Allgemeine』新聞  11月23日
- 平成14年（2002年） ノルウェー及びドイツの新聞に記事掲載　4月
- 平成15年（2003年） ドイツ新聞各紙に記事掲載　5月1日
- 平成15年（2003年） 日本経済新聞NIKKEI NET　『侘び表現の日本庭園にベルリン市民の長い行列』記事掲載　5月16日
- 平成15年（2003年） 読売新聞夕刊『人間列島』　8月2日
- 平成15年（2003年） ノルウェーの新聞に記事掲載　9月
- 平成15年（2003年） 読売新聞朝刊「神奈川版」　9月11日
- 平成15年（2003年） The Japan Times “Zen and the art of gardening”  12月
- 平成16年（2004年） 中日新聞、東京新聞「文化：完全を超えた不完全の美」1月11日
- 平成16年（2004年） International Herald Tribune『Zen and the art of landscaping』記事掲載　10月7日
- 平成16年（2004年） カナダTHE GLOBE AND MAIL紙　10月
- 平成16年（2004年） 日本経済新聞『美の美』　12月
- 平成17年（2005年） 読売新聞朝刊『顔』　5月31日
- 平成17年（2005年） 英字新聞The Japan Times 『Zen priest to receive honors for Canadian garden designs』 5月31日
- 平成17年（2005年） 英字新聞The Japan Times  『The nature of the mind : Inside the Zen gardens of Shunmyo Masuno』 8月31日
- 平成17年（2005年） 中日新聞、東京新聞に『夢窓疎石』に関する記事を連載。11月
- 平成18年（2006年） オーストラリアThe Sydney Morning Herald『Seeking imperfections is the zen approach to a perfect garden』5月
- 平成18年（2006年） 朝日新聞 be『フロントランナー』に登場。2月10日
- 平成21年（2009年） 日本経済新聞夕刊『禅と庭に学ぶ 枡野俊明さんに聞く』 4月2日
- 平成21年（2009年） 神奈川新聞朝刊　5月1日
- 平成22年（2010年） 朝日新聞夕刊『ぴーぷる』　12月3日
- 平成23年（2011年） 毎日新聞朝刊『ベルリンで人気の日本庭園・訪独中の皇太子様が視察』6月25日
- 平成23年（2011年） 朝日新聞夕刊　『日本庭園　命の対話』　12月5日
- 平成25年（2013年） 朝日新聞広告特集　6月9日
- 平成25年（2013年） 中日新聞「禅語を道しるべに」連載　7月6日、7月13日
- 平成25年（2013年） 産経新聞『オピニオン・私の肖像画』7月13日～19日　連載5回
- 平成25年（2013年） 読売新聞　9月15日
- 平成25年（2013年） 共同通信社インタビュー「禅と食」（神奈川新聞他50紙）
- 平成25年（2013年） 毎日新聞夕刊「京がたり」　11月6日
- 平成25年（2013年） 共同通信社インタビュー（神奈川新聞他50紙）
- 平成25年（2013年） 朝日新聞広告特集「利休にたずねよ」　11月29日
- 平成26年（2014年） 朝日新聞夕刊「各駅停車・鶴見」　3月24日
- 平成26年（2014年） 朝日新聞広告特集「仏教書特集」　11月16日
- 平成26年（2014年） 読売新聞広告特集「仏教書特集」　11月29日
- 平成31年（2019年） 日経新聞夕刊「読書日記」1月10日～1月31日まで4回
- 令和元年（2019年）  日経新聞朝刊「The Style 鑑賞は自分でつくる物語」　5月5日
- 令和2年 （2020年）   日経新聞夕刊「人間発見」11月16日～同20日まで　5回
- 令和3年 （2021年） 神奈川新聞「わが人生」連載　12月1日～令和4年（2022年）2月末　62回

## 著書
1990年代
- 『寺院空間の演出』双樹舎
- 『プロセスアーキテクチュア：枡野俊明のランドスケープ』プロセスアーキテクチュア社
- 『日本庭園観照術』ベネッセコーポレーション
- 『Ten Landscapes : Shunmyo Masuno』Rockport Publishers社 (U.S.A.)

2000年代
- 『日本庭園の心得：Inside Japanese Garden』（財）国際花と緑の博覧会記念協会
- 『禅の庭：枡野俊明の世界』毎日新聞社
- 『夢窓疎石：日本庭園を極めた禅僧』NHKブックス
- 『禅と禅芸術としての庭』毎日新聞社
- 『禅僧とめぐる京の名庭』アスキー新書
- 『禅：シンプル生活のすすめ』三笠書房

2010年代
- 『禅的シンプル仕事術』実業之日本社
- 『手放す力』新講社
- 『禅の庭Ⅱ：枡野俊明の世界2004～2009』毎日新聞社
- 『そのままで心を楽にする禅の言葉』朝日新聞出版
- 『人生が豊かになる　禅、シンプル片づけ術』河出書房新社
- 『禅シンプル発想術』廣済堂あかつき出版
- 『禅：心の大そうじ』三笠書房
- 『共生のデザイン・禅の発想が表現をひらく』フィルムアート社
- 『人間関係がシンプルになる禅のすすめ』青春出版社
- 『禅のことば　～シンプルに生きるコツ～』大和書房
- 『生きる力が湧き出す　禅語』（書家　鎌田悠紀子共著）木耳社
- 『頭が冴える禅的思考』ソフトバンク文庫
- 『禅が教える美しい人をつくる“所作”の基本』幻冬舎
- 『ZEN GARDENS /The Complete Works of Shunmyo Masuno: Japan’s Leading Garden Designer』英語版総合作品集　Tuttle社（USA）Mira Locher著
- 『禅　前向きな心をつくる生活の基本』三笠書房
- 『禅の言葉に学ぶていねいな暮らしと美しい人生』朝日新聞出版
- 『図解：禅で身につく人生と仕事の基本』PHP研究所
- 『禅が教える人生の答え』PHP研究所
- 『怒らない禅の作法』河出書房新社
- 『禅が教えてくれる美しい時間を作る「所作」の智慧』幻冬舎
- 『あなたのお墓は誰が守るのか“心のエンディングノート”のすすめ』PHP研究所
- 『あなたと家族のエンディングノート（禅が教える豊かな人生の終い方）』PHP研究所
- 『ゆったり生きる“踊り場”の見つけ方』青春出版社
- 『心配事の9割は起こらない』三笠書房
- 『禅と食　“生きる”を整える』小学館
- 『書いて体得する禅　すっきり爽やかな心をつくる』メディアファクトリ－
- 『禅的　生活ダイエット』こう書房
- 『書き込み式ボールペン「般若心経」練習帖』河出書房新社
- 『禅の作法に学ぶ美しい働き方とゆたかな人生』（文庫本化）朝日新聞出版
- 『その関係はあなたが思うほど悪くない』（文庫本化）青春出版社
- 『眺める禅』小学館
- 『心が安らぐお別れの心得』廣済堂出版
- 『禅が教える“心の七癖”の取扱い方』世界文化社
- 『ととのえる　心のストレスを消す禅の知恵』角川書店
- 『日本人はなぜ美しいのか』幻冬舎
- 『人生のくすり箱』角川書店
- 『悪縁バッサリ！　いい縁をつかむ極意』小学館
- 『禅が教えるビジネス思考法』（文庫本）日本経済新聞社
- 『50代を上手に生きる禅の知恵』PHP研究所
- 『ざわめく心の静め方』清流出版
- 『幸せはなるものではなく感じるもの　一息に生きる35の禅の知恵』経済界
- 『競争からちょっと離れると人生はうまくいく』三笠書房
- 絵本『にこにこ　和顔愛語』主婦の友社
- 絵本『よいしょ　結果自然成』主婦の友社
- 『心に美しい庭をつくりなさい。』講談社
- 『心訳　般若心経』サンマーク出版
- 『迷わない　坐禅の作法』河出書房
- 『生きるのがラクになる椅子坐禅』小学館
- 『禅的おもてなし生活のすすめ』こう書房
- 『ゆるすという禅の生き方』水王舎
- 『生きるのがラクになる心の洗い方』三笠書房
- 『限りなくシンプルに豊かに暮らす』PHP研究所
- 『老いを超える生き方』さくら舎
- 『考える前に動く習慣』三笠書房
- 『感情の整理ができる人は、人生うまくいく』SBクリエイティブ
- 『禅、「お金」の作法』SBクリエイティブ
- 『動じない　心のコツ』世界文化社
- 『あなたの人生から「めんどうくさい」が消える本』PHP研究所
- 『持たないという幸せ－45のルールづくり』海竜社
- 『人生でいちばん大切なこと（死ぬとき後悔しないために）』廣済堂出版
- 『怒らニャい禅語』河出書房新社
- 『整える』KADOKAWA
- 『日めくり一日一禅』小学館
- 『幸運は、必ず朝に訪れる。』 秀和システム
- 『リーダーの禅語』三笠書房
- 『幸せを感じる心の育て方』主婦の友社
- 『生活禅の作法』悟空出版
- 『自分の休ませ方』青春出版社
- 『図太くなれる禅思考』文響社
- 『寄り添う言葉が変えてゆく』三省堂書店
- 『流されて生きなさい』廣済堂出版
- 『近すぎず、遠すぎず』KADOKAWA
- 『人生を整える禅的考え方』大和書房
- 『60歳から生まれ変わる禅の作法』毎日新聞出版
- 『シンプルな人は、いつも幸せ』廣済堂出版
- 『平常心の心得』総合法令出版
- 『ミニ枯山水の世界』家の光協会
- 『ゆるーい禅』ワニブックス
- 『仕事がはかどる禅習慣』マガジンハウス
- 『平気な人になれる禅思考』扶桑社
- 『禅ごよみ365日』誠文堂新光社

2020年代
- 『定命を生きる：よく死ぬための禅作法』 小学館
- 『仏教の智慧が学べる日々のことば』河出書房新書
- 『孤独よ、こんにちは』PHP研究所
- 『ひとりでも大丈夫』廣済堂
- 『限りなくシンプルに、豊かに暮らす』PHP研究所
- 『禅僧が教える不安に負けない心の整え方』主婦の友社
- 『こども禅のことば』枻出版
- 『人生は凸凹だからおもしろい』光文社
- 『気持ちが折れない禅の習慣』秀和システム
- 『無心のすすめ』中公新書
- 『大地黄金の開運術』ビジネス社
- 『禅の庭Ⅲ』作品集　毎日新聞出版
- 『放っておく力』三笠書房
- 『心がほっとするポケット般若心経』河出書房新社
- 『こども仏教』世界文化社
- 『心をととのえるスヌーピー　悩みが消えていく禅の言葉』（チャールズ・シュルツ、谷川俊太郎共著）光文社
- 『心が整う365日の作法』廣済堂出版
- 『折れない心を育てる仏教語』　河出書房新社
- 『やめる練習』プレジデント社
- 『禅が教える人生の答え』PHP研究所
- 『開き直る禅思考』内外出版社
- 『［持たない］』　コスミック出版
- 『教師としてシンプルに生きる』（若松俊介氏と共著）東洋館出版
- 『心をととのえるスヌーピー』光文社（監修）
- 『整える力』三笠書房
- 『あなたの牛を追いなさい』（俳優・松重豊氏と共著）毎日新聞出版
- 『自分を受け入れるスヌーピー』光文社（監修）
- 『50歳からは、好きに生きられる』　PHP文庫
- 『禅の心で大切な人を見送る』　光文社
- 『ひとり時間が、いちばん心地いい』PHP文庫
- 『悩みを手放す21の方法』　主婦の友社
- 『美しい老い方』 廣済堂出版
- 『書き込み式　ボールペン「般若心経」練習帖』（監修） 河出書房新社
- 『悩みを笑い飛ばす力 一休さんの禅的思考』　電波社
- 『リセットする習慣　やり場のない感情を整える61のヒント』 明日香出版社
- 『仏にゃんのふわもこやさしい仏教の教え』（監修）笠間書院
- 『人生を好転させる掃除道』　三笠書房
- 『人にも自分にも振り回されない動じない心のつくり方』　ＳＢクリエイティブ
- 『捨てること、離れること』　大和書房
- 『悩みを消す練習』リベラル社
- 『仕事も人間関係もうまくいく引きずらない力』　三笠書房
- 『禅の庭Ⅳ』枡野俊明作品集2018～2023　毎日新聞出版
- 『心を整える　禅が教えてくれるシンプル生活術55』　きずな出版
- 『迷ったら、ゆずってみるとうまくいく』　クロスメディア・パブリッシング
- 『おだやかな人だけがたどり着く場所』　草思社
- 『傷つきやすい人のための図太くなれる禅思考』　だいわ文庫
- 『生きるのが楽になるスヌーピー』（監修）　光文社
- 『幸せを呼び込む毎日の小さな習慣』　電波社
- 『罪悪感の手放し方』　日本能率協会マネジメントセンター
- 『朝の自分時間で人生はうまくいく 最高の朝とおだやかな夜をつくる45の習慣』　主婦と生活社
- 『考えすぎないコツ』　東洋経済新報社
- 『怒らニャい禅語』　河出書房新社
- 『「し過ぎない」練習』　クロスメディア・パブリッシング
- 『気にしないコツ』  総合法令出版
- 『あらゆる悩みが消えていく　凛と生きるための　禅メンタル』　飛鳥新社